# Radgrune
Radgrune est un film français muet de court métrage écrit et réalisé par Camille de Morlhon, sorti en 1911.

## Synopsis

### Fiche technique
- Réalisation et scénario : Camille de Morlhon
- Production et distribution : Pathé Frères
- Pays : France
- Format : Muet - Noir et blanc - 1,33:1 - 35 mm
- Métrage : 310 m  (259 m colorisé)
- Genre : Drame
- Date de sortie : 
  -  France - 4 août 1911 (à Paris)

### Distribution
- Madeleine Roch : Radgrune
- René Alexandre : le prince Idalcre
- Louis Ravet : le prince Odobert